# The Fanatic
The Fanatic è un film del 2019 diretto da Fred Durst.

## Trama
Moose, uno sbandato artista di strada probabilmente autistico, è un grande appassionato di cinema e dell’attore Hunter Dunbar, quando finalmente ha l'opportunità di incontrarlo ed ottenere un autografo, viene rifiutato anche a causa dei suoi modi inopportuni. La cosa crea in lui un grande trauma psicologico e ottenere l’autografo dall’attore preferito diventa una mania.  La sua giovane amica Leah, un paparazzo, lo mette a conoscenza di un’app che pubblica gli indirizzi di casa dei divi del cinema, questo trasformerà l’ossessione di Moose in una mania con pericolose derive.
Moose si reca a casa di Dunbar per ottenere un autografo e dargli una lettera, ma viene rifiutato, aggredito dall’attore ed invitato ad allontanarsi dall’abitazione.
Ma Moose non demorde e l’intrusione nella vita del suo idolo prende pieghe sempre più perverse, fino a sfociare in una vera ossessione tossica.
Ritorna nell’abitazione, scavalca la recinzione ed entra nel giardino e viene messo in fuga dalla governante di Hunter. Torna di nuovo, incontra nuovamente la governante che nella colluttazione conseguente al tentativo di scacciarlo, cade sbattendo sul bordo di in una fontana, morendo sul colpo. Lo stalker entra poi in casa iniziando a curiosare ovunque.
Da questo momento in poi il film si snoda in una serie di azioni estreme che i due protagonisti attueranno uno nei confronti dell’altro fino all'epilogo della vicenda.
Moose ritorna e lega Dunbar mentre dorme. Quando Hunter si sveglia, vede Moose sdraiato sul pavimento, che sembra essersi ucciso, ma inizia a ridere e si alza. Successivamente, Moose si veste con una maschera di Jason (il protagonista horror di venerdi 13) e finge di pugnalare Dunbar, ma la sua lama si rivela essere un coltello retrattile. Dunbar implora Moose di slegarlo con promesse di autografi, film da vedere insieme ed amicizia, ma appena liberato prende il fucile a canne mozze che aveva sopra al letto e sparandogli alle dita di una mano, lo insegue per le scale, lo raggiunge e gli spara di striscio al volto. Vorrebbe sparargli un colpo di grazia ma il fucile é scarico, allora lo pugnala in un occhio. Moose inizia a piangere istericamente, di colpa tutto torna calmo, Dunbar lo accompagna fuori dalla sua casa sedendosi poi a terra esausto.
Moose vaga per le strade di Hollywood, singhiozzando fra i turisti che chiedono di scattare foto con lui, credendo che le sue ferite facciano parte di una performance; lo incontra Leah che, capendo la gravità della sua condizione, va in cerca di aiuto.
Il film finisce con la voce fuori campo di Leah che dice che Hunter è un attore ed è sopravvissuto, mentre è di Dora che occorre preoccuparsi (la governante uccisa). La polizia bussa alla porta di Dunbar e lo trae in arresto perché sospettato della morte della sua governante.  Tempo dopo Leah e Moose passeggiano su Hollywood Boulevard mentre la voce narrante di Leah spiega: “lo so è così Moose ha perso un occhio ed una mano, ma l’ha finito per considerarlo una specie di medaglia al merito”.

## Produzione
A partire da marzo 2018, sono iniziate le riprese in Alabama.

## Promozione
Il trailer è stato pubblicato il 25 luglio 2019.

## Distribuzione
La pellicola è stata pubblicata il 30 agosto 2019, seguita da una versione distribuita su piattaforme di streaming.

## Riconoscimenti
Il film è stato candidato per tre Golden Raspberry Awards nelle categorie Peggior film, Peggior regista (Fred Durst) e Peggior attore vinto da John Travolta (anche per la sua interpretazione in Trading Paint).